# 神奈川県道611号大山板戸線

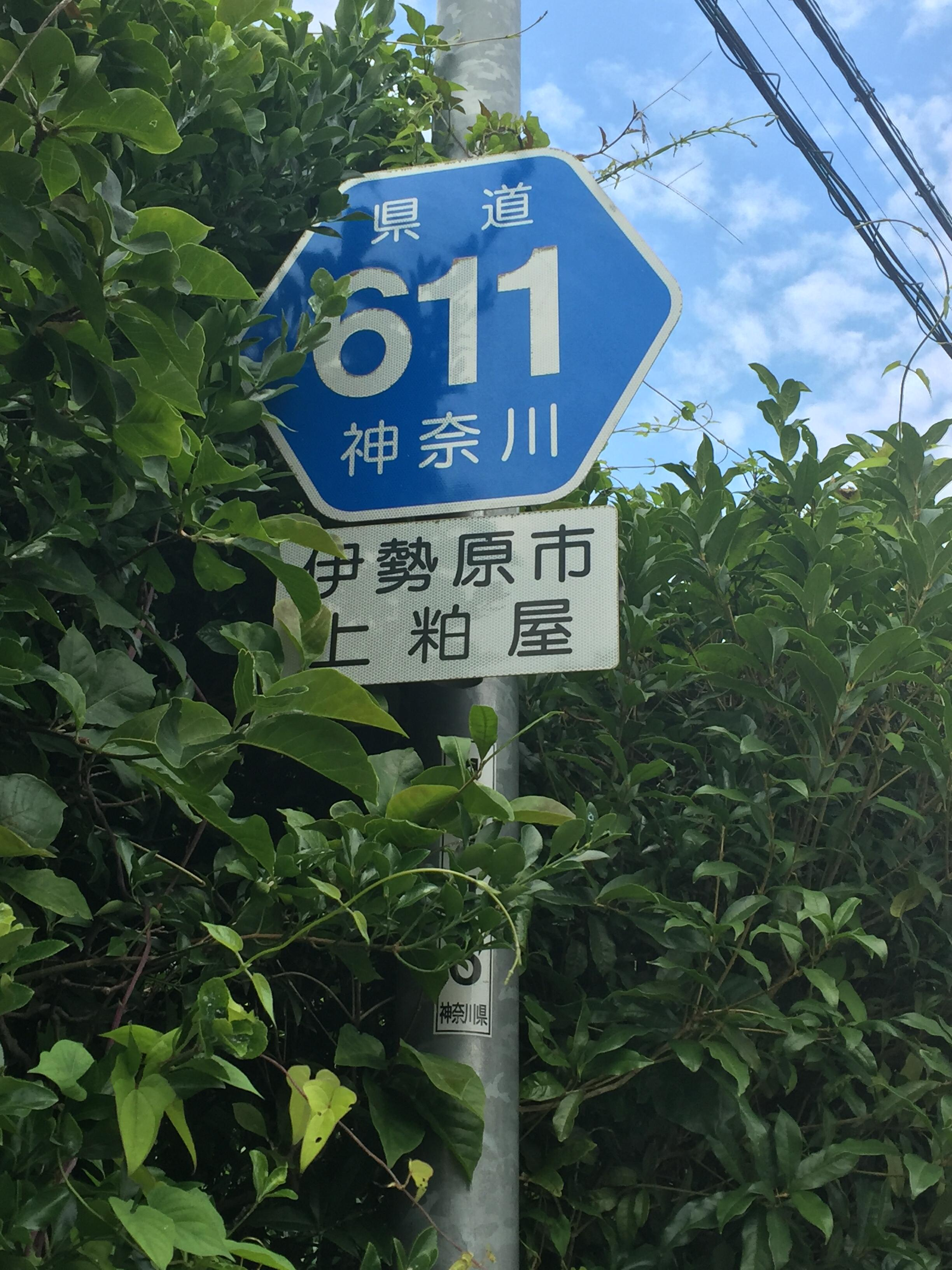
県道番号標示（伊勢原市上粕屋）

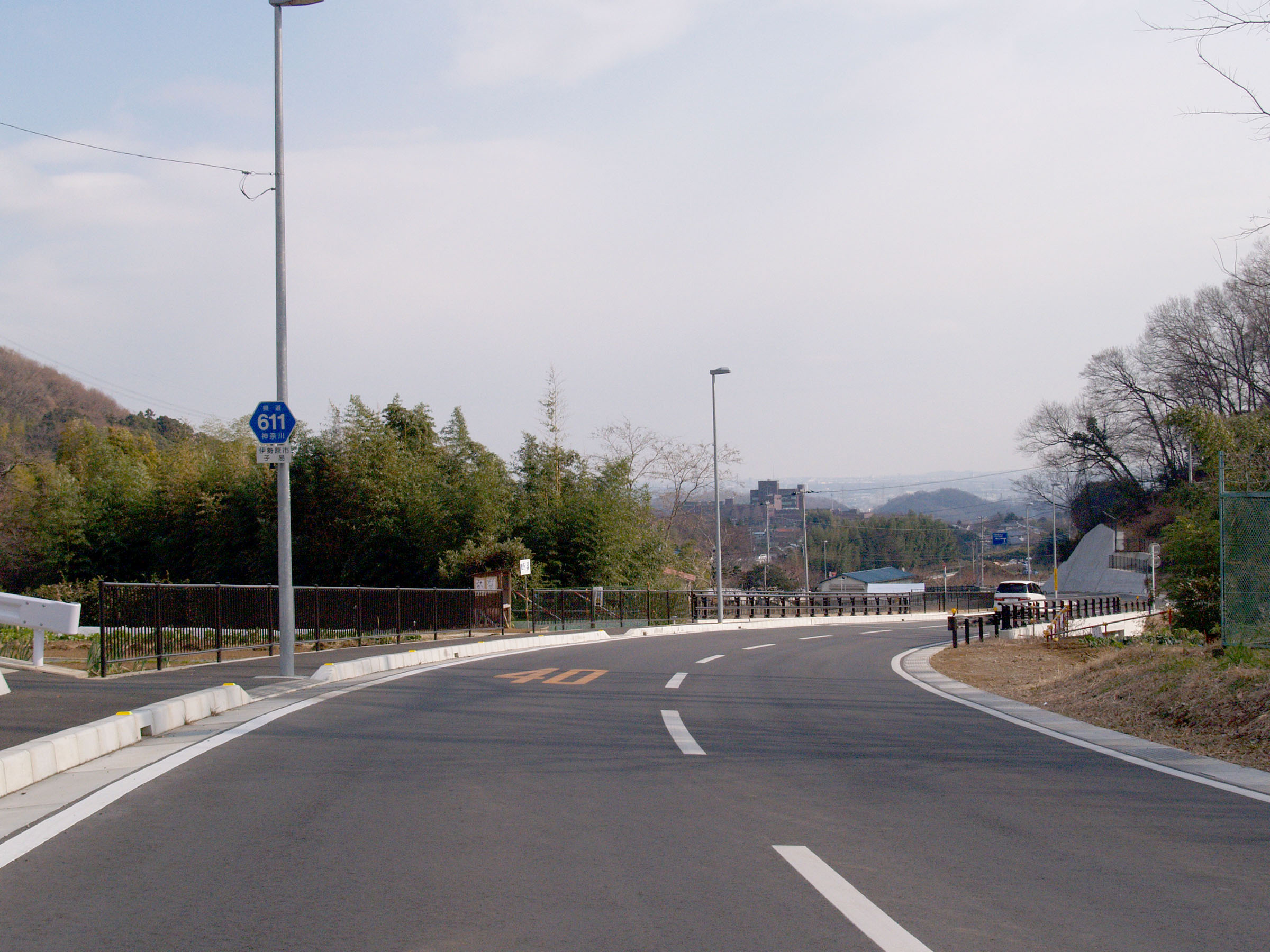
神奈川県道611号大山板戸線（2012年1月）

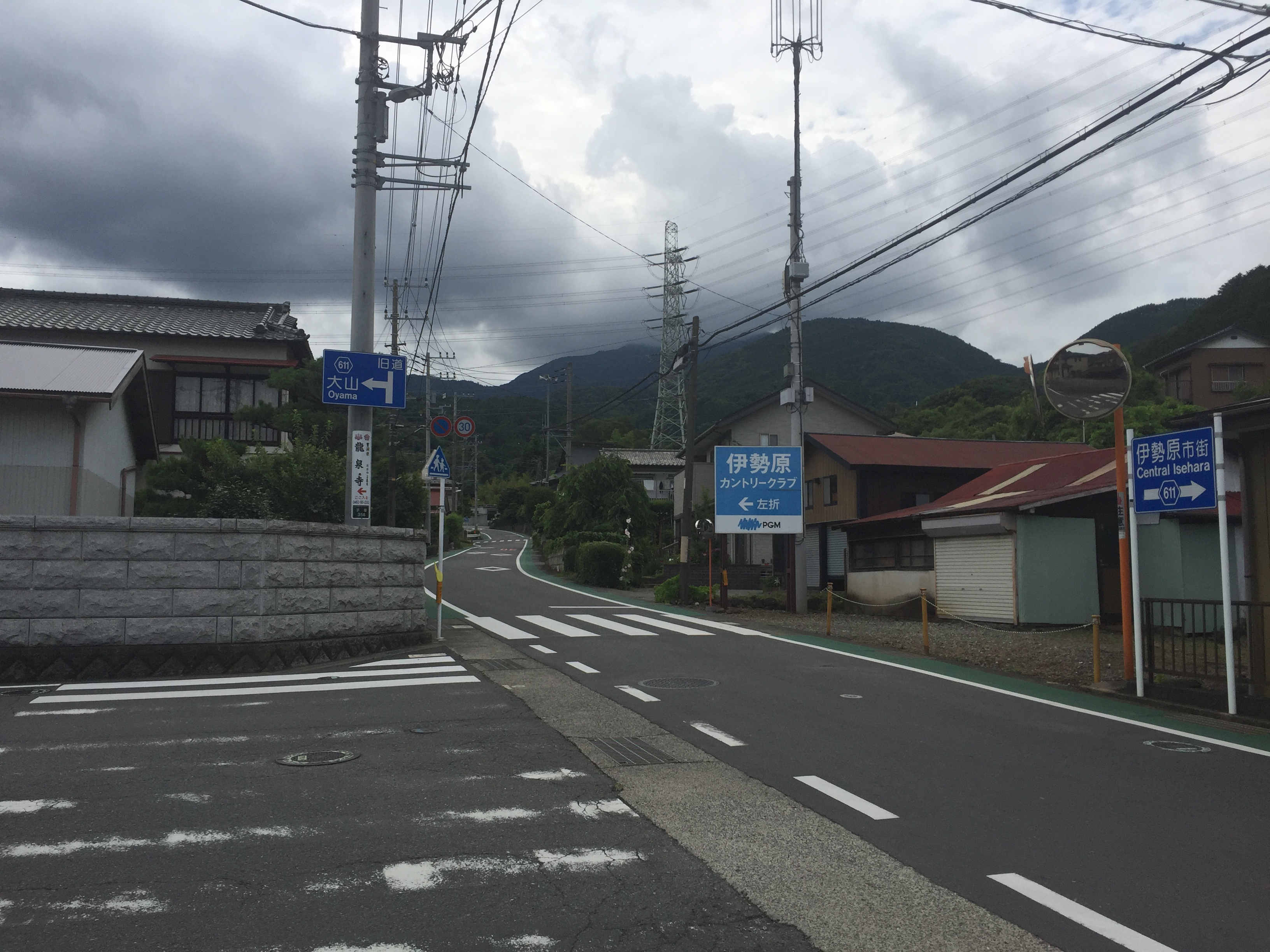
バイパスと旧道の分岐点（伊勢原市子易）。路線バスは旧道を走行する。

神奈川県道611号大山板戸線（かながわけんどう611ごう おおやまいたどせん）は、神奈川県伊勢原市大山と同市板戸を結ぶ一般県道。大山を目指す古道である大山道の一部を構成する。

## 概要
- 全長：6.7km
- 起点：伊勢原市大山 大山ケーブル駅バス停付近（北緯35度25分18.5秒 東経139度15分15.3秒 / 北緯35.421806度 東経139.254250度）
- 終点：伊勢原市板戸 板戸交差点（北緯35度23分56秒 東経139度17分56秒、国道246号・神奈川県道63号相模原大磯線接続）
- Google マップ

## 路線状況
大山板戸線の交通状況では、
- 昼間12時間自動車類交通量は小型車6624台、大型車522台、合計7146台。24時間自動車類交通量は小型車9049台、大型車1170台、合計10219台となっている。
- 区間延長の改良済み区間率52.5%。道路部幅員10.50m、車道部幅員6.50m、車道幅員5.50m、歩道幅員は上下2.00mである。

（いずれも平成22年(2010年)時点の交通量調査による。観測地点伊勢原市上粕屋850）
大山バイパス (3.0 km) が2022年（令和4年）3月20日に全線開通。

## 通称
- 大山道

## 通過する自治体
- 神奈川県
  - 伊勢原市

## 経路および交差・接続する道路・河川
- 神奈川県伊勢原市
  - 大山ケーブル駅バス停
  - 阿夫利橋（鈴川）
  - 信号無交差点（大山）（北緯35度25分5.4秒 東経139度15分33.8秒、県道611号別線）
  - 新玉橋（鈴川）
  - 信号無交差点（子易）（北緯35度25分1.6秒 東経139度16分33.4秒、県道611号別線）
  - 石倉交差点（北緯35度24分49.6秒 東経139度17分3.5秒、神奈川県道603号上粕屋厚木線）
  - 石倉橋交差点（北緯35度24分41.9秒 東経139度17分15秒、神奈川県道612号上粕屋南金目線）
  - 信号交差点（上粕屋）（北緯35度24分25.1秒 東経139度17分36.6秒
  - 立体交差（東名高速道路）
  - 板戸交差点（国道246号・神奈川県道63号相模原大磯線）

### 別線
- 神奈川県伊勢原市
  - 信号無交差点（大山）（県道611号本線）
  - 梅原橋（鈴川）
  - 信号無交差点（子易）（県道611号本線）
  - 信号交差点（上粕屋）（県道611号本線）
  - 立体交差（東名高速道路）
  - 伊勢原高校入口交差点（北緯35度24分11.7秒 東経139度18分13.6秒、神奈川県道63号相模原大磯線）
- Google マップ - 伊勢原市大山〜子易
- Google マップ - 伊勢原市上粕屋

## 周辺の地理・施設
- 大山
- 大山観光電鉄大山鋼索線 大山ケーブル駅（起点より550メートルほど）
- 鈴川
- 伊勢原市立大山小学校
- 産業能率大学
- E1A 新東名高速道路 伊勢原大山インターチェンジ（県道603号経由）
- 伊勢原市立山王中学校

## バス路線
- 神奈川中央交通（神奈中バス）の伊勢原営業所のバスが伊勢原駅（小田急小田原線）を発着し、本道路の旧道である大山道を経由して観光地の大山（大山ケーブル駅）や産能大学などへのアクセスを担っている（この区間は小田急電鉄の提供する丹沢・大山フリーパスが使用可能である）。なお、大山道の一部は狭隘路区間があり、途中で双方向のバスが行き違う箇所がある。このため大山ケーブル駅へ向かう直行便は途中で大山バイパスを経由する。